# Rivaniklin
Rivaniklin (TC-2403, RJR-2403, (E)-metanikotin) je lek koji deluje kao parcijalni agonist neuronskih nikotinskih acetilholinskih receptora. On je selektivan za α4β2 podtip. Ovaj lek ima nootropno dejstvo i originalno je razvijen kao potencijalni tretman za Alchajmerovu bolest. Drugo dejstvo, koje je naknadno nađeno, je da inhibira produkciju Interleukina 8 i da stoga ima antiinflamatorni efekat, te je takođe razvijen za potencijalnu uptrebu u tretmanu ulcerativnog kolitisa. Rivaniklin takođe deluje kao stimulant i analgetik.